# Gorō Yamaguchi
Goro Yamaguchi, (山口 五郎) (26 février 1933 - 3 janvier 1999) était un illustre joueur japonais de shakuhachi.
Il portait le titre de Trésor national vivant, décerné par l'Empereur. Il fut l'élève de Shiro Yamaguchi avant de devenir le maître de la branche Chikumeisha, membre de l'école Kinko ryu.
Parmi ses élèves, on compte Christopher Yohmei Blasdel (en) et Gunnar Jinmei Linder.

## Discographie
- A bell Ringing in the Empty Sky
- Feel It On
- Grand Masters of the Shakuhachi Flute
- Hogaku Meikyoku Sen - Collection of Famous Classical Music - Shakuhachi
- Hogaku Meikyoku Sen ; Shakuhachi
- Japan - Music of the Shakuhachi
- Kinko Ryu Shakuhachi - Hogaku Vol 19
- Kinko Ryu Shakuhachi Honkyoku Senshu - 1
- Kinko Ryu Shakuhachi Honkyoku Senshu - 2
- Kinko Ryu Shakuhachi Sankyoku Meikyoku Sen - Dai Ichi Shu - Vol 1
- Kinko Ryu Shakuhachi Sankyoku Meikyoku Sen - Dai Ichi Shu - Vol 2
- Nihon no Dento Vol 2 (Japanese Traditions)
- Ningen Kokuho Shirizu 5
- Shakuhachi - Japon
- Shakuhachi - Number 40
- Shakuhachi - Yamaguchi Goro
- Shakuhachi Meijin Sen
- Shakuhachi no Shinzui-Sankyoku Gasso (1 à 4)
- Shakuhachi no Shinzui-Shakuhachi Honkyoku (1 à 12)
- World of Shakuhachi
- The world of Shakuhachi
- Yamaguchi Goro no Sekai
- Zen Music (I à VI)